# Manihari
Manihari è una città dell'India di 21.783 abitanti, situata nel distretto di Katihar, nello stato federato del Bihar. In base al numero di abitanti la città rientra nella classe III (da 20.000 a 49.999 persone).

## Geografia fisica
La città è situata a 25° 21' 0 N e 87° 37' 60 E e ha un'altitudine di 30 m s.l.m..

## Società

### Evoluzione demografica
Al censimento del 2001 la popolazione di Manihari assommava a 21.783 persone, delle quali 11.523 maschi e 10.260 femmine. I bambini di età inferiore o uguale ai sei anni assommavano a 4.088, dei quali 2.113 maschi e 1.975 femmine. Infine, coloro che erano in grado di saper almeno leggere e scrivere erano 9.608, dei quali 6.037 maschi e 3.571 femmine.